# Bovina (Nowy Jork)
Bovina – miasto w Stanach Zjednoczonych, w stanie Nowy Jork, w hrabstwie Delaware.